# Gedenkstätte Goldener Löwe

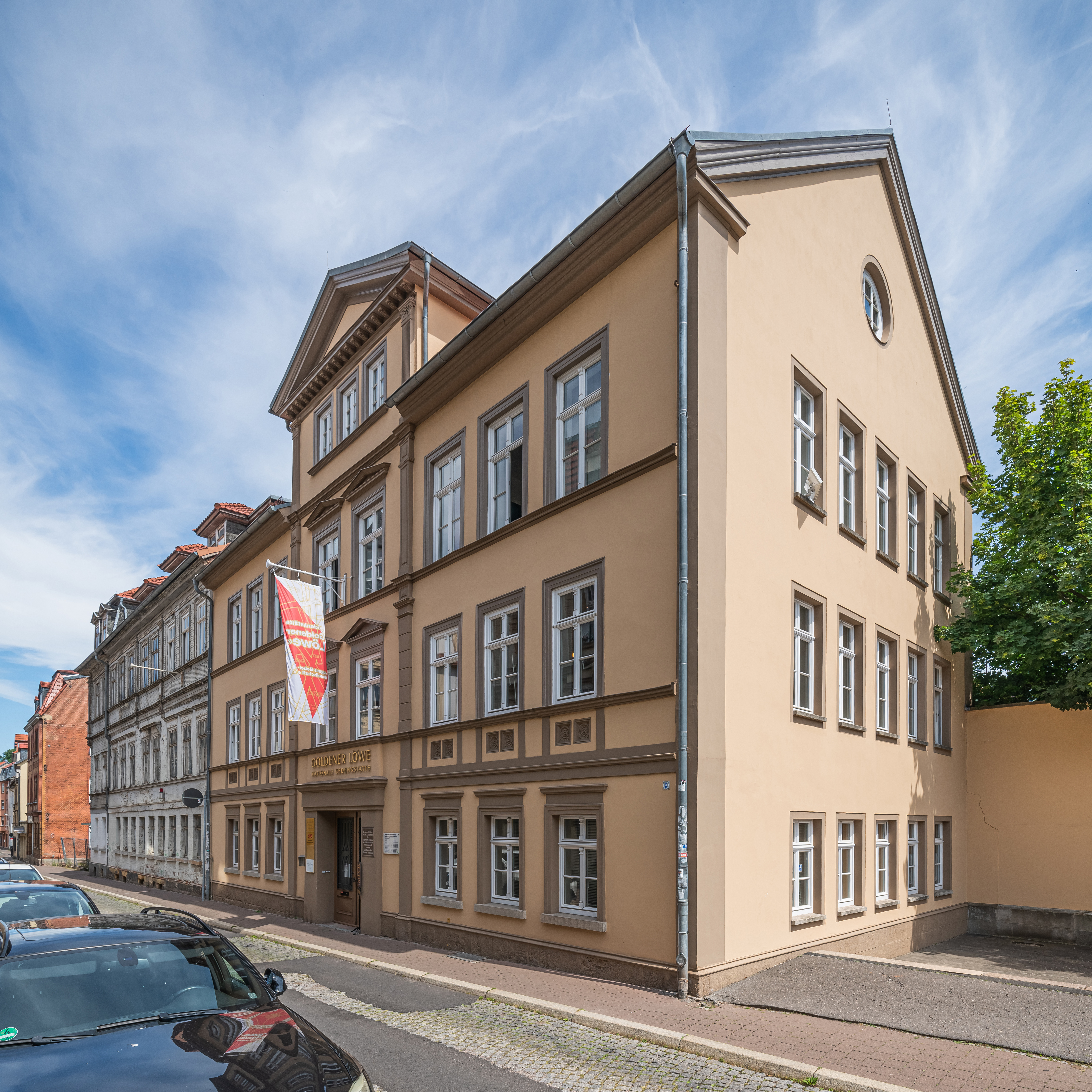
Goldener Löwe 2020

Die Gedenkstätte Goldener Löwe erinnert an den Gründungskongress der Sozialdemokratischen Arbeiterpartei (SDAP) im Jahr 1869 in Eisenach.
Da aus der SDAP in der weiteren historischen Entwicklung bis 1890 die bis heute bestehende Sozialdemokratische Partei Deutschlands (SPD) hervorging, gilt der Goldene Löwe als eine der maßgeblichen Stätten in der Frühphase der Geschichte der deutschen Sozialdemokratie.

## Lage
Die Gedenkstätte befindet sich im ehemaligen Gasthof zum Goldenen Löwen in der Eisenacher Marienstraße 57 im südlichen Teil der Altstadt.

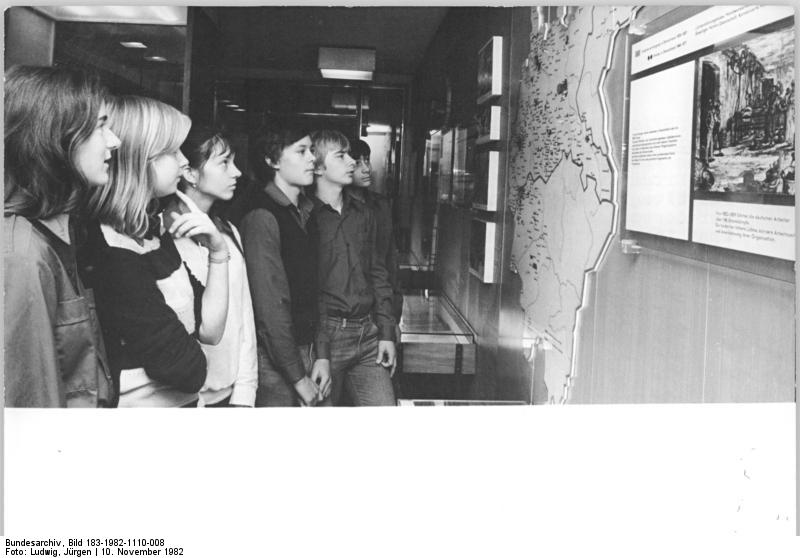
Politische Bildung in der DDR, 1982

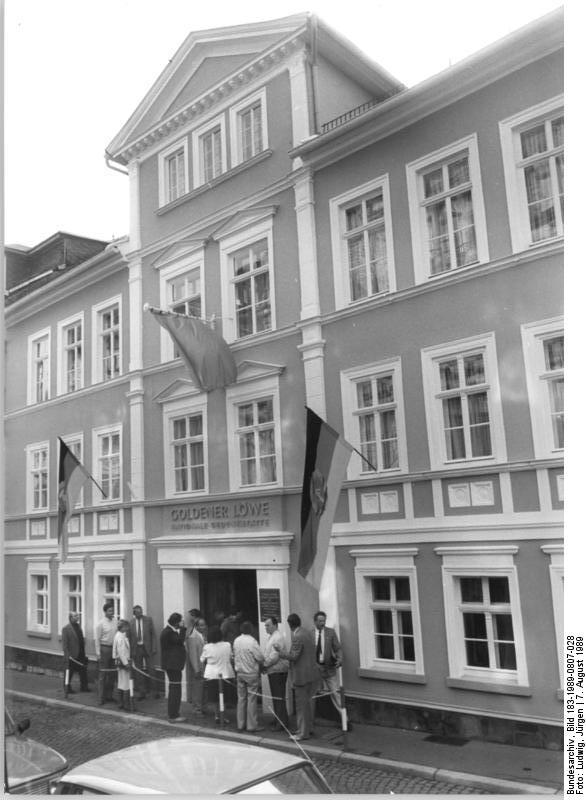
Besucher der Gedenkstätte im Jahr 1989

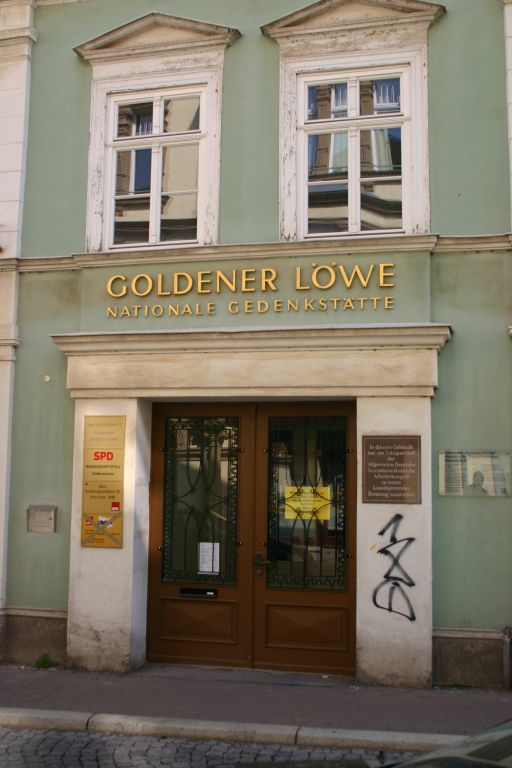
Eingang der Gedenkstätte, 2009

## Geschichte
Am Abend des 7. August 1869 wurde unter Führung von August Bebel und Wilhelm Liebknecht der Gründungskongress der Sozialdemokratischen Arbeiterpartei (SDAP) eröffnet. Aufgrund von Tumulten einer Abordnung des konkurrierenden Allgemeinen Deutschen Arbeitervereins (ADAV) wurde der Eisenacher Kongress in das Hotel „Zum Mohren“ vertagt, das bereits vor dem Ersten Weltkrieg einem Brand zum Opfer fallen sollte. An dieser Stelle erinnert nur noch eine Gedenktafel an den Gründungskongress.

### Die Eröffnung der Gedenkstätte
Im März 1967 wurde auf Beschluss der SED am historischen Ort der Kongresseröffnung die „Gedenkstätte Eisenacher Parteitag 1869“ errichtet. Aufgabe der Gedenkstätte waren vor allem die Erziehung junger Menschen zum sozialistischen Patriotismus sowie die Vermittlung des Geschichtsbildes der SED. Anlässlich des 120. Jahrestages des Eisenacher Kongresses fand im Vorfeld eine umfassende Renovierung des Gebäudes und die Überarbeitung der im Haus befindlichen Ausstellung sowie eine Umwidmung in „Gedenkstätte Eisenacher Kongreß 1869“ statt.

### Zur Baugeschichte des Hauses
Der 1533 urkundlich als „Gasthof zum Löwen“ erwähnte Vorgängerbau wurde 1731 durch den Gasthof „Goldener Löwe“ ersetzt. 1835 erhielt das zweigeschossige Gebäude einen nördlichen Anbau für Ställe und Durchfahrt im Erdgeschoss. Im Obergeschoss entstand ein Tanzsaal. Ein erneuter Umbau 1854 brachte symmetrisch angelegte Eingänge und in der Fenstergröße und der Fensteranordnung angenäherte Obergeschosse.
Die Fassadengliederung mit renaissanceartigen Applikationen erfolgte um 1870, als das Gebäude nochmals aufgestockt wurde, zugleich wurden an Stelle des Tanzsaales Hotelzimmer eingebaut. Während der Blütezeit des Eisenacher Kurbades lag das Haus im Zentrum des Eisenacher Kurviertels und zählte zu den bedeutendsten Restaurants der Stadt. Mit dem raschen Niedergang des Kurbetriebes nach dem Ersten Weltkrieg wurde das Haus unwirtschaftlich und deshalb in den 1930er Jahren in ein Verwaltungsgebäude umgebaut. 1967 entstand im südlichen Gebäudetrakt die Gedenkstätte „Eisenacher Parteitag 1869“. 20 Jahre später vorgenommene Modernisierungen veränderten die südliche Stirnseite erheblich.

### Gegenwärtige Situation
Die gemeinnützige August-Bebel-Gesellschaft e.V. übernahm im Frühjahr 1991 die ehemalige Gedenkstätte als kultureller Träger und ist seit Sommer 2006 Eigentümer des Gebäudes. Im Herbst 1992 erfolgte die Neueröffnung der abermals umbenannten Erinnerungsstätte. Im Gebäude sind seither die Dauerausstellungen „August Bebel 1840–1913. Ein Großer der deutschen Arbeiterbewegung“, „Eisenach zur Zeit des Kongresses 1869“ und „Eisenacher Kongreß 1869 – An der Wiege der deutschen Sozialdemokratie“ zu sehen.

## Bedeutung
Die Gedenkstätte „Goldener Löwe“ – als Gründungsstätte einer der beiden Vorläuferorganisationen der heutigen SPD – zählt zu den zentralen Erinnerungsorten der deutschen Sozialdemokratie.

## Sonstiges
Das seit 1865 bestehende Gartenrestaurant gegenüber der Wandelhalle erhielt 1983 eine neue Fassung mit dem von den Erfurter Bildhauern Anke und Siegfried Besser geschaffenen Denkmal zur Geschichte der deutschen Arbeiterbewegung an der Gedenkstätte Eisenacher Parteitag 1869 als Mittelpunkt.